# Požar v nočnem klubu Pulse v Kočanih
V nočnem klubu Pulse v Kočanih je 16. marca 2025 izbruhnil požar, v katerem je umrlo 59 ljudi in bilo poškodovano 196 drugih oseb. To je druga najhujša civilna nesreča v Severni Makedoniji po osamosvojitvi, po letalski nesreči pri Skopju (1993).

## Ozadje
Nočni klub Pulse je obratoval v nekdanjem skladišču preprog. Kapaciteta zgradbe je bila največ 250 oseb, v času tragedije pa je bilo v klubu okoli 500 oseb.
Pozneje so ugotovili, da lokal ni imel dovoljenja za dejavnost in da so bili njegovi dokumenti ponarejeni. Poleg tega ni bilo dovolj gasilnih aparatov, vrata so bila zaklenjena, na oknih so bile rešetke in ni bilo požarnega alarma, obloge na stropu so bile iz vnetljive snovi.

## Tragedija
Ljudje (večinoma mladostniki) so prišli ob jutranjih urah poslušati makedonski hiphop duo DNK. Ob 2.35 sta pirotehnični raketi z iskrami zanetili požar na stropu. Glasbenik DNK-ja je pozval ljudi, naj zapustijo prostor. Kmalu je izbruhnila panika; mnogo udeležencev koncerta je utrpelo opekline ali se zastrupilo z dimom, nekatere druge pa je poteptala množica.
V nesreči je na kraju umrlo 59 ljudi. Gasilci in reševalci so hitro prišli in v kratkem času zajezili požar.

### Mednarodna pomoč
Ker bolnica v Kočanih ni mogla oskrbeti toliko poškodovanih, je makedonska vlada zaprosila za mednarodno pomoč. Iz Srbije, Bolgarije in Grčije je še isti dan prišla medicinska pomoč. Pozneje je tudi mnogo drugih evropskih držav prevzelo zdravljenje poškodovanih. V Slovenijo so prepeljali štiri bolnike, ki so jih začeli negovati v Ljubljani in Mariboru.

## Posledice
Policija je isti dan priprla lastnika lokala Dejana Jovanova. Pozneje je bilo aretiranih še 20 drugih ljudi, ki so sodelovali pri ponarejanju dovoljenj ali so bili odgovorni za nesrečo v Kočanih.
Vlada v Skopju je začel celovit nadzor po vsej Severni Makedoniji. Pristojni so našli še druge lokale, ki sploh niso imeli dovoljenja ali so pa imeli tudi ponarejene dokumente.
V Severni Makedoniji so bile poleg žalnih slovesnosti tudi demonstracije proti korupciji. V Kočanih so razburjeni ljudje opustošili kavarno Classic, katere lastnik je bil prav tako Jovanov.

## Žrtve
Med mrtvimi in poškodovanimi so bili tudi mladoletniki. Predsednik vlade Hristijan Mickoski je razglasil enotedensko žalovanje v Severni Makedoniji.
V požaru je umrl član DNK-ja Andrej Đorđievski, ki je poskusil reševati ljudi.
Pogreb žrtev je potekal 20. marca v Kočanih, Štipu, Obleševu, Skopju, Gornem Lisiču in Strumici. Obred je opravljal pravoslavni nadškof Štefan v Kočanih, Štipu in Obleševu.
4. aprila je umrl še en poškodovanec, ki so ga negovali v Litvi, v bolnici Vilne. Čez tri dni je umrl drugi, v Litvi negovan poškodovanec. Število smrtnih žrtev je naraslo na 61.
17. aprila je umrl 24 let star fant, ki so ga negovali v Beogradu, ki je 62. žrtev požara.
| Ime                        | Leto rojstva |
| -------------------------- | ------------ |
| Stefanija Aleksova         | 2004         |
| Jovančo Đamov              | 1993         |
| Ivan Trajčev               | 2000         |
| Đorđi Đorđiev              | 2000         |
| Aleksandar Kolarov         | 1981         |
| Ivan Veličkov              | 1998         |
| Andrej Stojanov            | 2000         |
| Ivona Antova               | 2003         |
| Pavel Hristovski           | 2004         |
| Dime Dimitrijev            | 1994         |
| Nikola Nasevski            | 2007         |
| Toše Bogdanov              | 1994         |
| Toše Todorovski            | 1988         |
| Ana Koceva                 | 2004         |
| Adrijan Živkov             | 2000         |
| Gordan Petrušov            | 2001         |
| Igorče Gorgiev             | 1976         |
| Filip Stevanovski          | 1988         |
| Tomče Stojanov             | 2003         |
| Monika Stoimenova          | 1999         |
| Stojančo Stojanov          | 1988         |
| Sara Projkovska Nikolovska | 1977         |
| Marija Šopova              | 1997         |
| Petar Ivanovski            | 2004         |
| Aleksandar Đorđiev         | 1991         |
| Matej Markovski            | 2007         |
| Bojana Zakova              | 1997         |
| Đorđi Vasilkov             | 1999         |
| Aleksandar Petrov          | 1999         |
| Dragana Minova             | 2008         |
| Sara Aleksova              | 2006         |
| Andreja Đorđieski          | 1982         |
| Filip Ivanovski            | 2008         |
| Sara Jordanova             | 2007         |
| Marija Strezoska           | 2001         |
| Aleksandar Efremov         | 1992         |
| Igor Velkov                | 1980         |
| Lepa Taseva Stojkovska     | 1998         |
| Martin Atanasovski         | 1996         |
| Aleksandar Aleksov         | 1986         |
| Božidar Minov              | 2001         |
| Keti Milkovska             | 1999         |
| Tomas Zlatkov              | 2003         |
| Stefanija Sokolova         | 2005         |
| Leonid Velkov              | 2007         |
| Nadica Naunova             | 2007         |
| Viktor Jordanov            | 2000         |
| Andrej Panov               | 2000         |
| Dimitar Ivanov             | 2008         |
| Spiro Stoimenov            | 1998         |
| Jove Vladimirov            | 1993         |
| Ice Andonov                | 2003         |
| Stefan Tasevski            | 1988         |
| Đorđi Veličkov             | 1994         |
| Aleksandar Stojanov        | 1986         |
| Sanja Hristova             | 1999         |
| Damjan Taneski             | 2006         |
| Monika Spasova             | 1998         |
| Andrej Lazarov             | 1999         |
| Aleksandar Karadakoski     | 1996         |
| Aleksandar Gligorovski     | 1996         |
| Stojanče Stefanov          | 2001         |